# Eriococcus froebeae
Eriococcus froebeae är en insektsart som först beskrevs av Miller 1991.  Eriococcus froebeae ingår i släktet Eriococcus och familjen filtsköldlöss. Inga underarter finns listade i Catalogue of Life.